# Spinoplon inusitatum
Spinoplon inusitatum är en skalbaggsart som beskrevs av Dilma Solange Napp och Martins 1985. Spinoplon inusitatum ingår i släktet Spinoplon och familjen långhorningar. Inga underarter finns listade i Catalogue of Life.